# Anson Henry
Anson Henry, född 9 mars 1979, är en friidrottare från Kanada. Han deltog vid olympiska sommarspelen 2004 och olympiska sommarspelen 2008.